# Békás-busz (Budapest)
A budapesti Békás-busz Békásmegyer helyi, szerződéses járata volt, Békásmegyer, HÉV-állomás és az Óbudai rendelőintézet között közlekedett. A vonalat a Budapesti Közlekedési Zrt. üzemeltette.

## Története
A járat 2001. október 20-ától közlekedett, a békásmegyeri lakótelepről biztosított gyors eljutást az Óbudai temetőhöz, a Vörösvári úthoz és az Óbudai rendelőintézethez. 2008. szeptember 5-én megszűnt, helyét az új, 160-as busz vette át, mely több megállóban állt meg és a Batthyány térig járt. Érdekesség, hogy 2016. január 16-ától a budai fonódó villamoshálózat átadásakor a 160-ast lerövidítették és azóta lényegében a korábbi Békás-busz útvonalán jár.

## Útvonala
| Óbudai rendelőintézet felé | Békásmegyer, HÉV-állomás felé |
| --- | --- |
| Békásmegyer, HÉV-állomás – Ország út – Szentendrei út – Hollós Korvin Lajos utca – Nád utca – Dózsa György utca – Pusztakúti út – Aranyhegyi út – Pomázi út – Vörösvári út – Óbudai rendelőintézet vá. | Óbudai rendelőintézet vá. – Vörösvári út – Váradi utca – Bécsi út – Vörösvári út – Pomázi út – Aranyhegyi út – Pusztakúti út – Dózsa György utca – Nád utca – Hollós Korvin Lajos utca – Szentendrei út – Ország út – Békásmegyer, HÉV-állomás |

## Megállóhelyei
| 0  | Békásmegyer, HÉV-állomás végállomás            | 21 | Szentendrei HÉV 42, 143, 145, 146, 186                                |
| 1  | Pünkösdfürdő utca                              | 20 | 42, 143, 145, 146, 186                                                |
| 2  | Hollós Korvin Lajos utca (↓) Nád utca (↑)      | 18 | 143, 186                                                              |
| 3  | Kert sor                                       | 17 |                                                                       |
| 5  | Csillaghegy                                    | 15 | Szentendrei HÉV 42                                                    |
| 6  | Forrásliget lakópark                           | 14 |                                                                       |
| 7  | Ürömhegyi lejtő                                | 13 |                                                                       |
| 9  | Aranyhegyi lejtő                               | 12 |                                                                       |
| 10 | Óbudai autóbuszgarázs                          | 10 | 60, 118                                                               |
| 11 | Óbudai temető, főbejárat (↓) Óbudai temető (↑) | 9  | 18, 18A, 60, 118 820, 830, 832, 840                                   |
| 16 | Vörösvári út (↓) Bécsi út (Vörösvári út) (↑)   | 4  | 18, 18A, 37, 60, 137 1, 1A, 17 800, 801, 805, 810, 820, 830, 832, 840 |
| ∫  | Váradi utca                                    | 2  | 60 17                                                                 |
| 18 | Óbudai rendelőintézet végállomás               | 0  | 18, 18A, 37, 60, 137 1, 1A 820, 830, 832, 840                         |